# Goiaric
Goiaric fou un noble alà que compilà el Breviari d'Alaric per Alaric II.
Donà suport als merovingis en la seva campanya de conquestes del territoris governats pels visigots arrians, i després de la mort d'Alaric fou retingut per Gesaleic, qui l'empresonà a Bàrcino i el feu executar.